# Selección de rugby de Singapur
La selección de rugby de Singapur es el equipo representativo de ese país en torneos internacionales. Está regulado por la Singapore Rugby Union.

## Palmarés
- Asia Rugby Championship Division 1 (5): 1998, 2000, 2004, 2008, 2014

- Asia Rugby Championship Division 2 (2): 2013, 2017

- Union Cup (1): 2024

## Participación en copas
| - no ha clasificado - Asian Rugby Championship 1969: no participó - Asian Rugby Championship 1970: 4º puesto - Asian Rugby Championship 1972: 4º puesto - Asian Rugby Championship 1974: 3º en el grupo - Asian Rugby Championship 1976: no participó - Asian Rugby Championship 1978: 3º puesto - Asian Rugby Championship 1980: 4º en el grupo - Asian Rugby Championship 1982: 3º en el grupo - Asian Rugby Championship 1984: 4º en el grupo - Asian Rugby Championship 1986: 4º en el grupo - Asian Rugby Championship 1988: 4º en el grupo - Asian Rugby Championship 1990: 4º en el grupo - Asian Rugby Championship 1992: 4º en el grupo - Asian Rugby Championship 1994: 4º en el grupo - Asian Rugby Championship 1996: no participó - Asian Championship Division 2 1998: Campeón invicto - Asian Championship Division 2 2000: Campeón - Asian Championship Division 2 2002: 3º puesto - Asian Championship Division 2 2004: Campeón invicto - Asian Championship Division 2 2006: no participó - Asian 5 Nations 2009: 5º puesto (último) | - Asian 5 Nations Division 1 2008: Campeón invicto - Asian 5 Nations Division 1 2010: 2º puesto - Asian 5 Nations Division 1 2011: 2º puesto - Asian 5 Nations Division 1 2012: 4º puesto (último) - Asian 5 Nations Division 1 2014: 1º puesto (compartido) - Asian 5 Nations Division 2 2013: Campeón invicto - ARC Division 1 2015: 4º puesto (último) - ARC Division 1 2016: 4º puesto (último) - ARC Division 1 2018: 2º puesto (último) - ARC Division 1 2019: 2º puesto - ARC Division 2 2017: Campeón invicto - Asian Series Shield 2001: 3º puesto (último) - Asian Series Plate 2003-04: 3º puesto (último) - Asian Series Division 3 2005: 2º puesto - Asian Series Division 3 2006: 2º puesto - Asian Series Division 3 2007: 3º puesto (último) - Torneo Cuadrangular 1997: 3º puesto - Asian Tri-Nations 1999: 3º puesto (último) - Asian Tri-Nations 2000: 2º puesto - Asian Tri-Nations 2013: 2º puesto |